# قاضي القضاة
قاضي القُضاة هو منصبٌ ديني ودُنيوي إسلامي ابتُكر خلال العصر العبَّاسي أيَّام خلافة هارون الرشيد بعد أن ظهرت الحاجة المُلحَّة إلى فصل السلطة القضائيَّة عن السلطة التنفيذيَّة بعد أن ازدهرت الدولة الإسلاميَّة وتنوعت مرافقها وتوسعت وصارت الحاجة مُلحة أن يتولى كل شخص في الدولة منصبًا إداريًّا مستقلًّا عن غيره من المناصب، كي يقوم بواجبه على أكمل وجه.
قلَّد الخليفة العبَّاسي هارون الرشيد، منصب قاضي القضاة لأوَّل مرة في التاريخ الإسلامي، إلى الإمام أبي يوسف الذي يُعتبر أوَّل من نظَّم شؤون القضاء باستقلاليَّة إلى حدٍ ما عن السلطة التنفيذيَّة، وأوجد الزي الخاص بالقضاة، وتحددت مهام قاضي القضاة في بغداد، كما كرَّس أبو يوسف مذهب أستاذه الإمام أبي حنيفة النعمان في القضاء. وكان يوجد قاضي قضاة واحد في بغداد، ومع قيام الدولة الفاطميَّة في مصر، أصبح هناك قاضي قضاة آخر في القاهرة على المذهب الشيعي الإسماعيلي. ومع السلطنة المملوكيَّة، أصبح لكل مذهب من المذاهب الأربعة عند أهل السنَّة، قاضي قضاة. وكان تقليد قاضي القضاة يتم في احتفال يقرأ فيه عهد الخليفة، وبعد ذلك يُباشر سلطته القضائيَّة، هذه السلطة التي أُضيفت إليها وظائف أخرى غير قضائيَّة، مثل إمارة الحج والخِطابة والنظر في الجوامع والتدريس ووِكالة بيت المال والحِسبة ومشيخة الشيوخ ودار الضرب والأسوار وغيرها، مما يدل على المكانة التي كان يحتلها قاضي القضاة، سواء في بغداد أو القاهرة أو دمشق أو قرطبة (حيثُ عُرف بقاضي الجماعة).

## القضاء قبل ابتكار منصب قاضي القضاة
كان شيخ القبيلة يتولّى القضاء عند العرب قبل الإسلام، معتمدًا على العرف والتقاليد السائدة بين القبائل التي لم تعرف سلطة تشريعيَّة تسن لها القوانين، وقد اشتهر في ذلك الوقت أكثم بن صيفي التميمي «قاضي العرب». وباجتماع القبائل العربيَّة تحت راية الإسلام، كان القرآن الأساس الرئيس الذي جعل من الرسول محمد أوَّل من قضى في الإسلام. ثم أذن النبي لبعض الصحابة بالقضاء، وأناب بعضهم في البلاد، مثل عتاب بن أسيد الذي وجهه على مكة يوم الفتح، ومعاذ بن جبل وعلي بن أبي طالب على اليمن، ولكن دون أن يُسمي هؤلاء بالقضاة.
واستمرَّ الأمر على هذا المنوال، في خلافة أبي بكر الصدِّيق، الذي حرص على الإشراف بنفسه على القضاء، رغم تكفل عمر بن الخطَّاب بأموره. ومع ذلك لم يكن هناك منصب خاص بالقاضي، حتى كانت خلافة عمر بن الخطَّاب الذي شرع في تنظيم القضاء بعد اتساع الدولة الإسلاميَّة، فكان أوَّل من عيَّن القضاة في الإسلام، حيث عهد بالقضاء إلى شخص سُمي لأوَّل مرَّة بالقاضي. وقد ولّى أبا الدرداء على قضاء المدينة المنورة ثم دمشق، وسلمان بن ربيعة الباهلي على القادسيَّة ثم المدائن، وأبا أميَّة شريح بن الحارث على قضاء الكوفة، وأبا موسى الأشعري على قضاء البصرة، وكعب بن يسار بن ضنة ثم قيس بن العاص على قضاء مصر. وهكذا كان القضاء بسيطًا في عصر الخلافة الراشدة.
وكان العصر الأموي امتدادًا لعهد الخلافة الراشدة، في اختيار القضاة الذين يعتمدون على القرآن والسنَّة النبوية ثم الاجتهاد في القضاء بين المسلمين. وقد أنشأ الخليفة عبد الملك بن مروان منصب «صاحب المظالم» للنظر في أحوال المتخاصمين في المشاكل العويصة التي يعجز عن حلّها القاضي. وكان الولاة في العصرين الراشدي والأموي يُباشرون السلطة القضائيَّة بالنيابة عن الخليفة في بادئ الأمر، وقد احتفظ الوالي لنفسه بما كان «يعجز عنه القاضي»، وإذا لم يقبل الوالي حكم القاضي لم يكن أمام القاضي إلّا أن ينصرف عن الحكم ويعتزل أو يجلس في منزله مضطربًا على الأقل. وكان القاضي بمثابة حَكَم مهمته الفصل بين الناس في الخصومات حسمًا للتداعي وقطعًا للتنازع، فيحل الخلافات بين المتخاصمين الذين يقصدونه، ويكون ذلك بالأدلَّة الشرعيَّة، أي حسب الشريعة الإسلاميَّة. وهو لا يملك سلطة تنفيذ الحكم، إلا أنه مخوَّل بسلطة يُشرف بموجبها على جميع القضايا التي تؤثر في حياة الجماعة، والتي نظمتها الشريعة كالزواج والطلاق وكفالة الأيتام والمواريث وغيرها. وكان صاحب الشرطة يُنفذ قرارات القاضي، ويُطارد المجرمين ليحضرهم أمامه.

## نشوء منصب قاضي القضاة

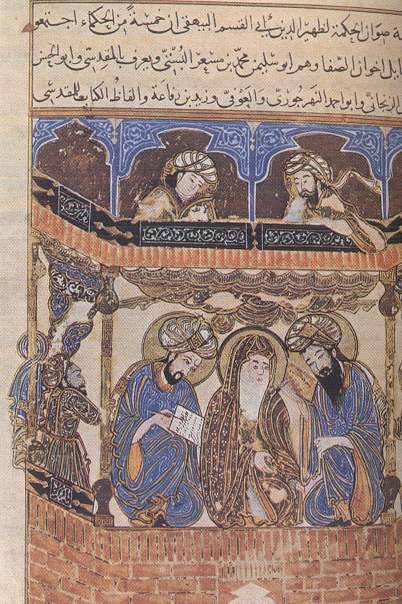
فقيه وتلاميذه خلال العصر العبَّاسي.

خلال العصر العبَّاسي تعقَّد القضاء بسبب تعقّد الحياة الاجتماعيَّة في الدولة الإسلاميَّة، وخاصة في العاصمة بغداد التي عرفت أساليب جديدة في الحياة الاجتماعيَّة والثقافيَّة والفكريَّة والاقتصاديَّة. ففي هذا العصر نشطت وازدهرت حركة الترجمة والتعريب والنقل من اليونانيَّة والسريانيَّة والهنديَّة والفارسيَّة إلى العربيَّة، وصُهرت قوميات كثيرة في البوتقة الإسلاميَّة ذات الصبغة العربيَّة، فتعددت الآراء والمشارب والنظرات إلى الأمور الحياتيَّة والمعيشيَّة، كما اكتمل تدوين المذاهب الإسلاميَّة الكبرى: الحنفيَّة والجعفريَّة والمالكيَّة والشافعيَّة والزيديَّة والحنبليَّة، والتي تناولت وعالجت تلك الأمور كلٌ منها بأسلوب يختلف بعض الشيء عن الآخر، وعلى هذا الأساس كان منصب القاضي يتطلَّب معرفة تامَّة بالشريعة الإسلاميَّة وبالنواحي الدقيقة فيها والتي عالجتها المذاهب المتنوعة، وعندما كثرت الحاجة إلى القضاة لم يعد ممكنًا إيجاد عدد كافٍ من الذين لهم معرفة واسعة بالفقه والشرع، فأصبحت الطريقة في اختيار القاضي تعتمد على اتصافه بالأمانة والفطرة السليمة، ويستطيع القاضي ضمان معرفة الفقه باختياره مستشارين مثقفين، أو تأخير حكمه حتى يزوَّد برأي صائب من أحد الفقهاء أو القضاة الضالعين في القضاء.

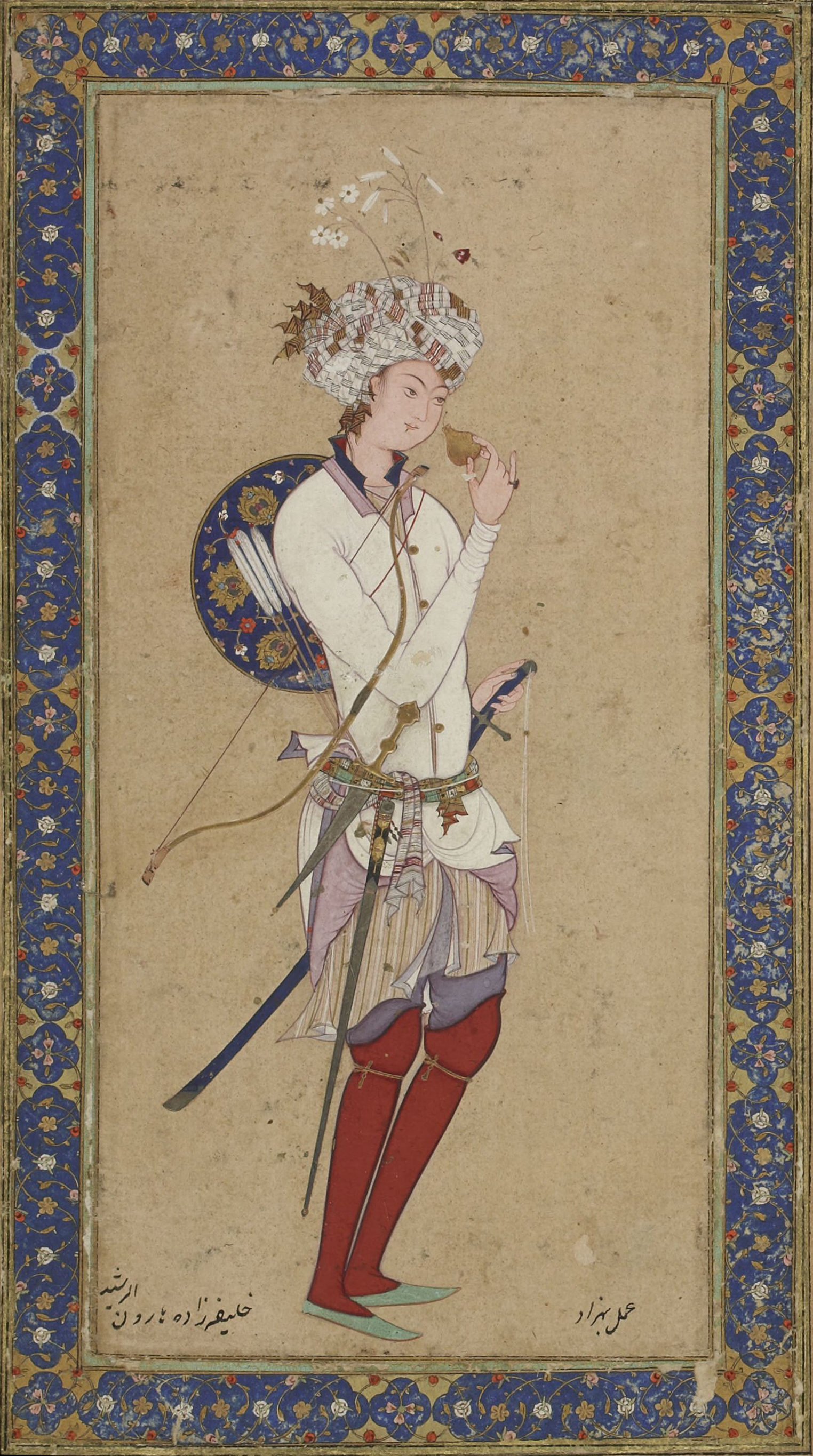
مُصغَّر فارسي، يظهر فيه الخليفة هارون الرشيد في صِباه. كان الرشيد أوَّل من ابتكر منصب قاضي القضاة في الإسلام.

وهكذا يُعتبر منصب القاضي هو الأساس الذي خرج منه منصب قاضي القضاة، حيث يختاره الخليفة عادةً من بين القضاة. وكان الخليفة هارون الرشيد أوَّل من استحدث منصب قاضي القضاة، الذي يُعتبر من مستحدثات الدولة العبَّاسيَّة والتي حاولت منذ عصر الخليفة أبو جعفر المنصور تأكيد الحاجة إلى فصل السلطة القضائيَّة عن السلطة التنفيذيَّة، وذلك بتدعيم الاستقلال القضائي والديني في الدولة، فاعتمدت في كثيرٍ من إداراتها على النظم الفارسيَّة، ومن بين ذلك المنصب القضائي الساساني «موبدان موبد»، وتعريبه قاضي القضاة أو رئيس القضاة، وهو أعلى الوظائف الدينيَّة قدرًا ورتبة. وأوَّل من قُلِّد هذا المنصب كان الإمام أبو يوسف يعقوب بن حبيب الأنصاري، تلميذ الإمام أبو حنيفة النعمان، وقد استقلَّ في أمور القضاء، وأصبحت له الرئاسة على جميع القضاة، وأصبحت بغداد، حاضرة الخِلافة، هي مقر قاضي القضاة. أمَّا عن كيفيَّة اختيار أبو يوسف ليتبوأ المنصب، فقد حصل أنه قصد بغداد بعد وفاة استاذه أبي حنيفة، فجيء به إلى أحد قادة الخليفة يستفتيه في حنث يمين، فأفتاه أنه لم يحنث فوهب له دنانير ودارًا بالقرب منه. ثم طلب هارون الرشيد فقيهًا يستفتيه بعد أن شاهد ابنه يزني، فجاء له هذا القائد بأبي يوسف، فسأله عن رأيه في إمام شاهد رجلًا يزني إن كان يحدّه، فأفتاه أبو يوسف أنَّ الحدود لا تُقام بشهادة الإمام، فإذا رأى الحاكم أو الخليفة أو القاضي رجلًا قد زنا لا ينبغي أن يقيم عليه حد الزنا برؤيته لذلك حتى تقوم عنده بينة وشهود، أو إذا أقرَّ الزاني بفعله، وحيث أنَّ الابن لم يقر بفعله كما لم يثبت الزنا عليه بشهادة أربعة من الرجال فقد سقط عنه الحد. وهكذا سرَّ هارون الرشيد من فتوى أبي يوسف وأمر له بمال جليل ورزق في الفقهاء كل شهر وأخذ يستشيره في أمور الدين حتى اختاره ليكون قاضيًا للقضاة بعد أن لم يرَ عالمًا أرجح منه عقلًا وأغزر علمًا.
بذلك استقل أبو يوسف في أمور القضاء والقضاة في الدولة، فأصبح هو الذي يُعيّن القضاة ويُراقب أعمالهم ويعزلهم عند الاقتضاء، حتى لُقِّب بقاضي قضاة الدنيا، لأنه كان يستنيب القضاة في سائر الأقاليم التي يحكم فيها الخليفة. وكان زي القضاة والعلماء هو العمامة الفارسيَّة، فكان أبو يوسف أوَّل من ابتكر زيًّا خاصًّا بالقضاة وهو عِبارة عن عمامة سوداء وطيلسان، بعد أن كان ملبوس الناس قبل ذلك شيءًا واحدًا، لا يتميَّز أحد عن أحد بلباسه. ومنذ تعيين أبي يوسف في منصب قاضي القضاة لأوَّل مرَّة في الإسلام، بدأ القضاء في العصر العبَّاسي يأخذ شكل سلطة يتولاها قاضي القضاة، يليه وظائف قضائيَّة مختلفة لتسهيل أمور القضاء في مناطق الدولة الواسعة، فاتساع الدولة أدَّى إلى إيجاد منصب قاضي القضاة يليه القاضي، فخليفة القاضي، ثمَّ مساعدوا القاضي (أمين، كاتب، خادم)،(1) فالشهود العدول، ثمَّ الوكيل على أبواب القضاة، وكل ذلك بهدف تنظيم القضاء الذي تحوَّل إلى هيئة يتدرَّج فيها المرشَّح للقضاء من خليفة قاضي إلى قاضي فقاضي قضاة، وهو أعلى منصب قضائي في الدولة.
وكان يوجد قاضي قضاة واحد في بغداد زمن الدولة العبَّاسيَّة، وإذ اتسعت الدولة كثيرًا، فقد أصبح لأمصار الأقاليم التي غدت عواصم لإمارات ودويلات مُستقلَّة قاضي قضاة أسوةً ببغداد، فكان قاضي قضاة القاهرة زمن الدولة الفاطميَّة، وكذلك زمن الدولة الأيوبيَّة، واضطرَّت الظروف إلى إيجاد قاضي قضاة لكل مذهب من المذاهب الأربعة عند أهل السنَّة والجماعة سواء في القاهرة أو دمشق زمن السلطنة المملوكيَّة. أمَّا في الأندلس والمغرب فكان قاضي القضاة يُعرف باسم «قاضي الجماعة».

### لقب قاضي القضاة
رُويَ في صحيح مسلم حديثٌ عن النبي محمد قال فيه "إن أخنع (أبغض) اسم عند الله رجل تسمى ملكَ الأملاك"، وقاسَ عليه علماء السَلَفِيّة تحريمَ التسمّي ب "أمير الأمراء" و"سلطان السلاطين"، واختُلفَ في إلحاق تسمية "قاضي القضاة"، هل تجوز؟ أم لا؟، رأى بعض المالكية إلحاق التسمي بقاضي القضاة، وحُكِيَ أن قاضي القضاة عز الدين بن جماعة الشافعي رأى أباه في المنام، فسأله عن حاله؟ . فقال: ما كان عليَّ أضرَّ من هذا الاسم، فأمر الموقعين أن لا يكتبوا له في السجلات قاضي القضاة، بل قاضي المسلمين، وقال الشيخ عبد الله بن أبي جمرة المالكي "يلتحق بملك الأملاك، قاضي القضاة وإن كان اشتهر في بلاد الشرق من قديم الزمان إطلاق ذلك على كبير القضاة، وقد سلم أهل المغرب من ذلك، فاسم كبير القضاة عندهم قاضي الجماعة". وقال بكر أبو زيد الحنبلي "قد يكون هناك إنسان يعمل قاضيًا، ويضرب به المثل في العدل، فيطلق الناس عليه كلمة: "قاضي القضاة"، وهذا لا يجوز بهذه الصفة؛ لأن "قاضي القضاة" بهذا المعنى الشامل العام لا يصلح إلا لله عز وجل، فمن تسمى بذلك، فقد جعل نفسه شريكًا لله عز وجل فيما لا يستحق إلا لله عز وجل، وهو القاضي فوق كل قاضٍ، والحكَم، وإليه يرجع الحكم كله، وإن قيد بزمان أو مكان فهذا جائز، لكن الأفضل ألا يفعل؛ لأنه قد يؤدي إلى الإعجاب بالنفس والغرور حتى لا يقبل الحق إذا خالف قوله، وإنما جازَ هذا؛ لأن قضاء الله لا يتقيد، فلا يكون فيه مشاركة لله عز وجل، وذلك مثل: "قاضي قضاة العراق" أو "قاضي قضاة الشام"، أو "قاضي قضاة عصره". وكان الماوردي الشافعيّ منع جواز تلقيب ملك الملوك للملك الذي كان في زمانه، علماً بأنه كان يقال للماوردي نفسه "أقضى القضاة"، والسبب أن المقصود بلقبه هو "أقضى القضاة في زمانه" ليس أقضى القضاة عموماً. وقال بدر الدين العيني الحنفي "يمتنع أن يقال أقضى القضاة لأن معناه أحكم الحاكمين، وهذا أبلغ من قاضي القضاة لأنه أفعل تفضيل قال: ومن جهل أهل زماننا من مسطري سجلات القضاة يكتبون للنائب أقضى القضاة وللقاضي الكبير قاضي القضاة.".

## مذهب قاضي القضاة
كان قاضي القضاة يُعيّن القضاة للقضاء بين الناس حسب الشريعة الإسلاميَّة، وعليه أن يكون مسلمًا عالمًا بأصول الدين والفقه والحديث، خاصَّة وأنَّ الإسلام هو الدين الرسمي للدولة العبَّاسيَّة. وأمرٌ بديهي أن يكون قاضي القضاة مسلمًا، ولكن معرفته بأحكام القرآن والسنَّة النبويَّة، فيما سمي «بالفقه»، هو أهم الشروط لتقلّد القضاء والفصل بين الخصوم. والفقه الإسلامي هو ثمرة اجتهاد وجهود متواصلة تعتبر بمثابة حلقة الاتصال بين الناس وبين المصادر التشريعيَّة الأصليَّة وهي الكتاب والسنَّة. وهذا الفقه المُستنبط من الأدلَّة الشرعيَّة كثُر فيه الخلاف بين المجتهدين، فاختلاف مداركهم وأنظارهم خلافًا لا بد من وقوعه، واتسع ذلك اتساعًا عظيمًا، وكان للمقلدين أن يُقلدوا من شاؤوا منهم، حتى انتهى الأمر إلى أئمة المذاهب وهم طبقة من العلماء لجأ إليها الناس للفتيا. وكان لكل إمام من أئمة المذاهب تلاميذه الذين دونوا مذهبه ونشروه بين الناس، فاتبعه بعضهم واتبع آخرون المذاهب الباقية، وكان قاضي القضاة يتبع مذهب الدولة الرسمي وهو في العادة المذهب الأكثر شيوعًا. وحيث أنَّ الدولة اتسعت كثيرًا في العصر العبَّاسي فقد أصبح لأمصار الأقاليم التي غدت عواصم لإمارات ودويلات مستقلَّة، قاضي قضاة أسوةً ببغداد، فانتقل هذا النظام إلى مصر أيَّام الفاطميين حيث سُمي كبير القضاة أيضًا «قاضي القضاة».

### المذهب الحنفي زمن الدولة العبَّاسيَّة
كانت بغداد عاصمة الدولة العبَّاسيَّة، وقد ساد مذهب الإمام أبو حنيفة فيها حتى أصبح المذهب الرسمي، وبالتالي أصبح مذهب قاضي القضاة ومعظم القضاة، ومذهب أهل العراق. ويعود الفضل في انتشار المذهب الحنفي في العراق إلى تلاميذ الإمام أبي حنيفة الذين نقلوا آراءه ومواقفه، فأبو حنيفة لم يكتب كتابًا في الفقه، ولكن تلميذه الشهير أبا يوسف الذي وصل أعلى المراتب زمن هارون الرشيد، كان هو من ثبَّت المذهب الحنفي في بغداد حتى أصبح مذهب الدولة الرسمي، فقد ساعده مركزه بأن لا يُعيّن قاضي في أنحاء الدولة إلّا إذا كان من أتباع أبي حنيفة، وهكذا بدأ الأمر يتحوَّل إلى القضاء بمذهب معيَّن وإن كان القضاة أنفسهم من المجتهدين، الأمر الذي جعل الراغبين في تولّي القضاء ينتقلون من مذاهبهم إلى مذهب أبي حنيفة، حتى غدا المذهب الرسمي للدولة العبَّاسيَّة يسير القضاة عليه. كما ساعد أبو يوسف في تدوين آراء أبي حنيفة في كتب، وصل منها إلى أيدي الباحثين كتاب «الخِراج» وكتاب «اختلاف أبي حنيفة وابن أبي ليلى». وعلى هذا الأساس يمكن القول إنَّ قاضي القضاة أبا يوسف هو الذي جعل مذهب أبي حنيفة مذهبًا لقاضي القضاة، وبالتالي للدولة العبَّاسيَّة. وكل من تقلَّد منصب قاضي القضاة بعد أبي يوسف كان على مذهب أبي حنيفة.

### المذهب الإسماعيلي زمن الدولة الفاطميَّة
بقيام الدولة الفاطميَّة في مصر سنة 362هـ الموافقة لسنة 973م، أصبح هناك قاضي قضاة آخر في القاهرة، وظهر الانقسام في الخلافة الإسلاميَّة بوجود خليفتين: عبَّاسي في بغداد وفاطمي في القاهرة، ولكل منهما قاضي قضاة أحدهما على المذهب الحنفي والثاني على المذهب الإسماعيلي. ويُعتبر النعمان بن محمد قاضي قضاة الخليفة الفاطمي المعز لدين الله هو المؤسس الحقيقي للنظام القضائي الفاطمي. وقد تقلَّد الكثيرون منصب قاضي قضاة مصر، على المذهب الشيعي الإسماعيلي، مثل علي بن النعمان، وأخوه محمد زمن الخليفة العزيز بالله، والحسين بن علي النعمان وابن عمه عبد العزيز بن محمد النعمان زمن الحاكم بأمر الله. وبذلك يكون النعمان وولداه علي ومحمد وحفيداه الحسين والعزيز، قد تقلَّدوا جميعًا منصب قاضي قضاة الدولة الفاطميَّة. كما ساهموا في العمل للمذهب الإسماعيلي. وفي تلك الأثناء استمر الصراع بين الخلافة الفاطميَّة في مصر من جهة، والخلافة العبَّاسيَّة في بغداد والخلافة الأمويَّة في الأندلس من جهة ثانية، واتخذ طابعًا مذهبيًّا. واستمر الصراع المذهبي بين الخلافتين العبَّاسيَّة والفاطميَّة حتى استطاع صلاح الدين الأيوبي في النهاية إنهاء حكم الفاطميين في القاهرة سنة 567هـ الموافقة لسنة 1171م، والقضاء على المذهب الإسماعيلي في مصر بكل رموزه، بما فيها قاضي القضاة الإسماعيلي.

### المذهب الشافعي زمن الدولة الأيوبيَّة
خَلَف صلاح الدين الأيوبي عمّه أسد الدين شيركوه في وزارة مصر سنة 565هـ الموافقة لسنة 1169م، وبعد وفاة الخليفة الفاطمي العاضد لدين الله، أصبح صلاح الدين الحاكم الوحيد بمصر. وبذلك انتهت الخلافة الشيعيَّة الفاطميَّة، وعادت مصر وباقي شمال أفريقيا وبلاد الشام إلى كنف الدولة العبَّاسيَّة، وصار اسم الخليفة العبَّاسي يُذكر في مساجد القاهرة. ومع الدولة الأيوبيَّة، أصبح قاضي القضاة الذي يلي مصر، على المذهب الشافعي، يُعاونه نائب قاضي قضاة على المذهب الحنبلي. ويُعتبر المذهب الشافعي مذهب أهل الحديث والرأي والقياس. وقد دوَّن الإمام محمد بن إدريس الشافعي مذهبه في كتابه «الأم». وقد زار الشافعي مصر حيث ساد مذهبه، ولم يكن له أتباع كثيرون في العراق رغم أنَّ قاضي قضاة بغداد أبو السائب عتبة بن عبيد الله الهمذاني، تفقه على مذهب الشافعي. ومن أبرز من تقلَّد منصب قاضي قضاة مصر على المذهب الشافعي: علي بن يوسف وأبو المعالي عبد الرحمن بن مقبل الواسطي الشافعي.

### المذاهب الأربعة عند أهل السنَّة زمن السلطنة المملوكيَّة

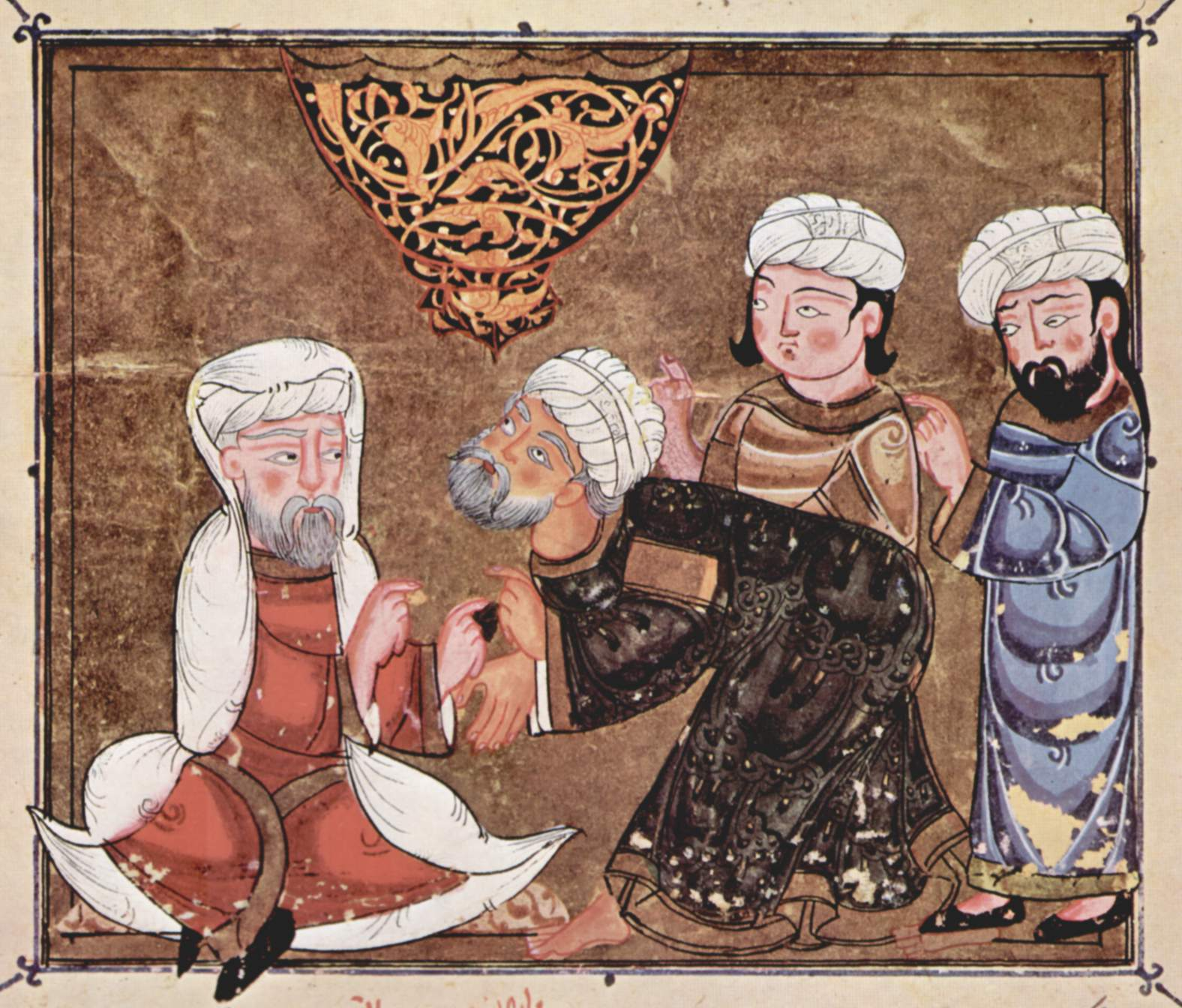
رسم من سنة 1334م، أي خلال الدور المملوكي في الدولة العبَّاسيَّة، يُظهر رجلًا في حضرة قاضي مَعَرَّة النُّعْمَان.

بقيام السلطنة المملوكيَّة استمر المذهب الشافعي كمذهب لقاضي القضاة، ثم كان أهم تطوّر حدث في النظام القضائي على يد السلطان الظاهر بيبرس سنة 663هـ الموافقة لسنة 1265م، الذي قام بتحريم أي مذهب، عدا المذاهب الأربعة عند أهل السنَّة والجماعة (الحنفيَّة، والمالكيَّة، والشافعيَّة، والحنبليَّة). ذلك أنه عندما تقلَّد ابن بنت الأعز الشافعي منصب قاضي قضاة مصر سنة 1261م، اضطربت الأحوال بسبب اختلاف المذاهب مما اضطرَّ قاضي القضاة للتوقف كثيرًا في أمور تخالف مذهب الشافعي، وتوافق غيره من المذاهب. فأشار الأمير جمال الدين أيد غدي العزيزي على السلطان الظاهر بيبرس بأن يولي من كل مذهب قاضيًا مستقلًّا يحكم بمقتضى مذهبه، فأجابه إلى ذلك عندما تمَّ اجتماع في دار العدل يوم الإثنين 22 ذي الحجة سنة 663هـ، حيث اقتضى رأي السلطان تعيين قاضي قضاة لكل مذهب من المذاهب الأربعة، مع بقاء الرئاسة للشافعيَّة، وأصبحت لا تُقبل شهادة أحد، ولا يُرشَّح لوظائف القضاء أو الخِطابة أو الإمارة أو التدريس، إلّا إذا كان من أتباع أحد هذه المذاهب. وسنة 664هـ الموافقة لسنة 1266م، حذت دمشق حذو القاهرة وأصبح لكل مذهب قاضي قضاة، ثم أصبح في كل نيابة من نيابات الشام، أربعة قضاة يمثلون المذاهب الأربعة. واضطرَّ المماليك للتهديد باستعمال القوَّة العسكريَّة للقضاء على المذاهب الأخرى، وخاصَّةً رواسب المذهب الإسماعيلي الفاطمي.

### المذهب الأوزاعي ثمَّ المالكي في الأندلس

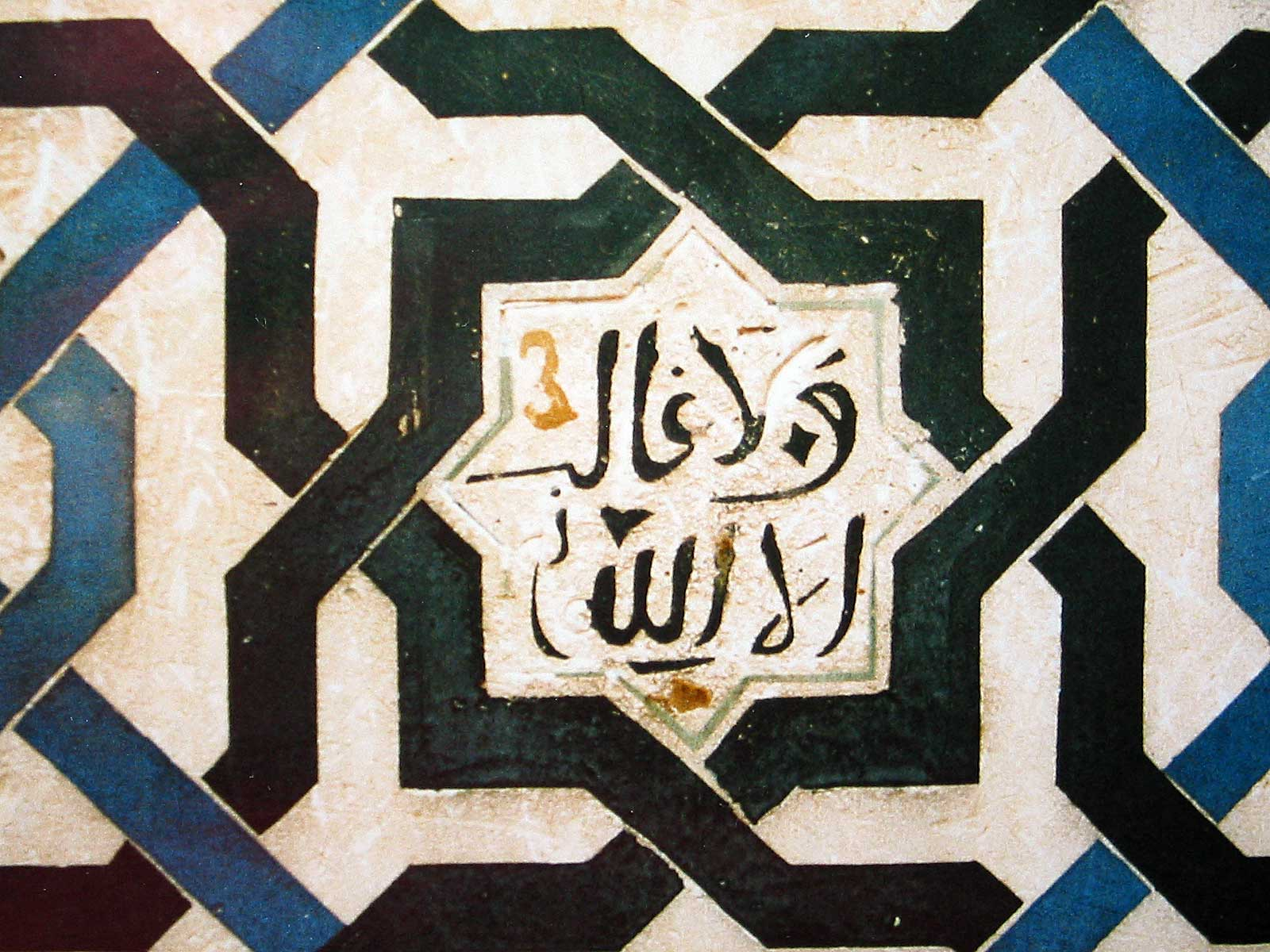
عِبارة "ولا غالب إلّا الله" منقوشة في قصر الحمراء بالأندلس، وهي شعار القضاة وقاضي الجماعة.

عبد الرحمن بن عمرو الأوزاعي هو إمام أهل الشام «ولم يكن بالشام أعلم منه». ومن بيروت انتشر مذهبه في بلاد الشام، ثم في المغرب والأندلس، حيث ظلَّ الفقهاء يأخذون به مدة أربعين سنة. وزمن الأمير عبد الرحمن الداخل، مؤسس الإمارة الأمويَّة في قرطبة، كان قاضي الجماعة على مذهب الإمام الأوزاعي، وقد أدخل صعصعة بن سلام هذا المذهب إلى الأندلس أثناء انتقاله إليها. ثمَّ أدخل زياد بن عبد الرحمن اللخمي القرطبي المُلقب بـ«شبطون»، المذهب المالكي، في أيام الأمير هشام الأوَّل بن عبد الرحمن. وأخذ المذهب المالكي ينتشر في الأندلس على حساب المذهب الأوزاعي حتى أصبح القضاء والفتيا على المذهب المالكي، زمن الأمير الحكم بن هشام. وخلال عصر المرابطين طغى طابع المذهب المالكي على سياسة الدولة، وكانت زعامة القضاء راجعة لقاضي مراكش، عاصمة الدولة، الذي كان عضوا في مجلس الشورى والذي أصبحت له سلطة كبرى على قضاة المغرب والأندلس. واعتلى منصب قاضي الجماعة أو شيخ الجماعة زمن المرابطين عدة أعلام من المشيخة المالكية، أبرزهم ابن رشد الجد والقاضي عياض، وابن حمدين وابن الحاج القرطبي.

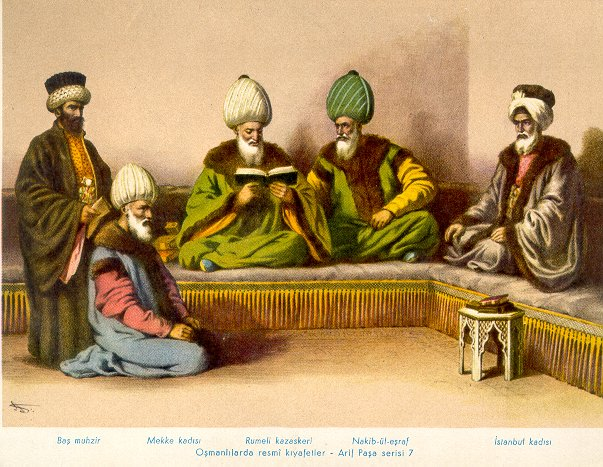
قاضي عسكر الروملَّي في العصر العثماني.

### المذهب الحنفي زمن الدولة العثمانيَّة
بعد انهيار السلطنة المملوكيَّة أمام الضربات العثمانيَّة سنة 1516م، وانتقال الخلافة من بني العبَّاس إلى بني عثمان، استرد المذهب الحنفي مكانته ليُصبح المذهب الرسمي للدولة الإسلاميَّة، مع استمرار المذهبين الشافعي والمالكي. وأصبح قاضي القضاة في الآستانة عاصمة الدولة العثمانيَّة يُعرف باسم «قاضي العسكر» وكان لفترة هو قاضي القضاة الأوحد. ثم عُيّن إلى جانبه قاضيان آخران أحدهما لأفريقيا والثاني لأوروبا. وخلال القرن التاسع عشر وحَّد والي مصر محمد علي باشا القضاء في مصر على المذهب الحنفي، وقد انتهج السلطان عبد المجيد الأوَّل منهج الوالي سالف الذِكر، فأقدم على تدوين القانون المدني العثماني كخطوة من خطواته التنظيمية، فجعل كبار الفقهاء والعلماء يجمعون التشريعات في ما أصبح يُعرف بمجلَّة الأحكام العدليَّة. تتكون هذه المجلة من ستة عشر كتاب أولها كتاب البيوع وآخرها كتاب القضاء، وكل كتاب يتناول موضوع ومكون من أبواب، وكل باب مكون من فصول. صدرت المجلة سنة 1882م، وهي تعتبر أول تدوين للفقه الإسلامي في المجال المدني في إطار بنود قانونية، على مذهب الإمام أبي حنيفة النعمان.

## تقليد قاضي القضاة
الخليفة هو الذي يُقلِّد القضاة أمر القضاء، وخاصَّةً فيما يتعلَّق بأعلى منصب قضائي وهو منصب قاضي القضاة. وقد يقوم ممثله في الولايات وهو السلطان أو الوالي أو قاضي القضاة، بتعيين القضاة وتقليدهم القضاء، والقاضي بدوره يُعيّن مساعديه ليُعاونوه في وظائفه المختلفة. ويُسمَّى مرسوم الخليفة بتعيين قاضي القضاة «بالعهد»، ويتم التعيين في احتفال هو «التقليد».

### شروط اختيار قاضي القضاة
لم تكن هناك شروطٌ مُعينة في بادئ الأمر، لتقليد قاضي القضاة، فالظروف لعبت دورها عندما احتاج هارون الرشيد إلى أحد الفقهاء ليستفتيه في أمر زنا ابنه، فجاء أبو يوسف حيث أُعجب بفتواه وأصبح من المقربين إليه، حتى ابتكر له منصب قاضي القضاة لأوَّل مرَّة في الإسلام. وهكذا كانت المعرفة بالشريعة والفقه والفِطرة السليمة ضروريَّة في هذا الاختيار. والحقيقة أنَّ الشروط التي يجب توافرها في القاضي تطابق شروط اختيار قاضي القضاة، مع مراعاة شرط الخبرة والسن. وحدد الماوردي الشروط المعتبرة بالشرع، والتي يجب توافرها فيمن يلي القضاة، وهي على الإجمال سبعة:
1. الذكورة والبلوغ: أي أن يكون القاضي رجلًا، تخطى مرحلة الفتوَّة والصبا، وأصبح ناضجًا جسديًا وعقليًّا. فلا يمكن تقليد الصبي غير البالغ ولا النساء للقضاء.
2. الذكاء: حتى يتمكن من التمييز وإيضاح ما أشكل من القضايا، فلا يُمكن للغبي والمُصاب بعاهة عقليَّة أن يتولّى هذا المنصب.
3. الحريَّة: فلا يجوز للعبد أن يتقلَّد القضاء، أمَّا إذا كان العبد قد نال حريته فيجوز له تقلّد القضاء إذا توافرت فيه الشروط الأخرى.
4. الإسلام: ويعني ذلك عدم جواز تقلّد أهل الذمَّة وغيرهم القضاء بين المسلمين. فلا يجوز لليهودي أو المسيحي أو الصابئي أن يقضي بين المسلمين، وكذلك الحال بالنسبة للوثني والمجوسي والهندوسي والبوذي وغيرهم.
5. العدالة: وتشمل الصدق والأمانة والعفَّة والبعد عن الريب.
6. سلامة السمع والبصر: ليتمكَّن من التمييز بين الحق والباطل.
7. العِلم بالأحكام الشرعيَّة: ويعني ذلك العِلم بالقرآن والسنَّة النبويَّة والاجتهاد.

واعتبر الماوردي القضاة موازين العدل وحرَّاس السنَّة النبويَّة باتباعها في أحكامهم، وهنا أضاف صفات لا بد من مُراعاتها في اختيار القضاة بعد الشروط المعتبرة فيهم بالشرع، وهي: أن يكون القاضي حسن العلانيَّة، مأمون السريرة، كثير الجدّ، قليل الهزل، شديد الورع، قليل الطمع. وعلى القضاة الاقتداء بالأئمَّة، ومشاورة أهل العلم والرأي. وفي البداية كانت المعرفة بالمذهب الحنفي، مذهب أهل العراق، من أهم الشروط لتقلّد القضاء، وقد عمل قاضي القضاة أبو يوسف في هذا الاتجاه، ولكن المعرفة بالمذاهب الأربعة عند أهل السنَّة تبدو ضروريَّة لتمييز قاضي القضاة وتدعيم مكانته.
ولا يوجد شرط السن في تقليد القضاء، فقد تقلَّد البعض منصب القاضي في سن العشرين، أو الثانية والعشرين، أو الثانية والثلاثين. ومع ذلك يبدو أنَّ سن الأربعين كان يُعتبر «حدّ التكهّل والحِنكة»، فمن المُستحب أن تبدو الهيبة والوِقار والسن على القاضي حتى لا يُقال إنه ما زال فتى قليل الحِنكة. أمَّا منصب قاضي القضاة فلم يتقلده أحد في العشرين أو الثلاثين من عمره، وإن لم تحدد سنًّا مُعينة لتوليه، فقد جرت العادة على أن يتقلَّد هذا المنصب قاضٍ له خبرته الطويلة في القضاء وله هيبته ووِقاره وسنِّه، فأبو جعفر أحمد بن إسحق بن البهلول التنّوخي تقلَّد منصب قاضي القضاة في بغداد وهو في الخامسة والستين من عمره، وأبو عمر محمد بن يوسف الأزدي وأبو السائب عتبة بن عبيد الله الهمذاني وهما في الرابعة والسبعين، وأبو جعفر الثقفي وقد ناهز الثمانين.
وبالرغم من ذلك، فقد تقلَّد البعض منصب قاضي القضاة في سن مبكِّرة، ويرجع ذلك إمَّا لحظوتهم عند الخليفة أو لمكانتهم في القضاء. ويبدو أنَّ أبا الحسين عمر بن محمد بن يوسف الأزدي هو أوَّل من تقلَّد هذا المنصب في بغداد دون أن يبلغ الأربعين من عمره، فيذكر التنّوخي أنَّ الخليفة الراضي بالله ذهب إلى الموصل سنة 327هـ الموافقة لسنة 938م ومعه قاضي القضاة أبو الحسين عمر (المولود سنة 290هـ الموافقة لسنة 903م)، أي كان عمره وقتذاك حوالي سبعة وثلاثون سنة، ويبدو أنَّه تقلَّد هذا المنصب قبل هذا التاريخ، وذلك نتيجة حظوته عند الخليفة الراضي. وفي القاهرة تقلَّد علي بن النعمان قضاء القضاة وهو في السابعة والثلاثين، كما تقلَّد شقيقه محمد بن النعمان هذا المنصب وهو في الرابعة والثلاثين، وذلك نتيجة حظوتهما عند الخليفة الفاطمي، ولمكانة أبيهما النعمان الذي يُعتبر مؤسس النظام القضائي في الدولة الفاطميَّة.

### احتفال التقليد
بعد اختيار قاضي القضاة، يكتب له الخليفة «عهدًا» بتولّي منصبه، وبعد إنشاء «عهد» الخليفة، يجتمع الخلق من الأشراف والقضاة والشهود والجند والتجَّار وغيرهم على باب الخليفة، حيث يجري احتفال «التقليد» لمنصب قاضي القضاة في موكب فخم. وعندما تقلَّد أبو الحسين عمر بن محمد قضاء القضاة، خرج من عند الخليفة الراضي بالله وعليه الخُلع، وسار الموكب وفيه زحمة، في شوارع بغداد. وفي مصر، عندما قلَّد الخليفة الفاطمي العزيز بالله منصب قاضي القضاة إلى علي بن النعمان سنة 366هـ الموافقة لسنة 977م، اجتمع الناس في احتفال كبير في جامع القاهرة حيث قُرأ العهد بتوليه منصبه، ثمَّ انصرف إلى داره تحيط به جموع الناس. وعندما تقلَّد أخوه محمد بن النعمان هذا المنصب سنة 374هـ الموافقة لسنة 985م، قُرأ عهد الخليفة العزيز بعد صلاة الجمعة في الجامع العتيق بالقاهرة. وفي مصر أيضًا، وزمن المماليك، كان السلطان إذا ما قلَّد أحدهم قضاء القضاة على مذهب معيَّن، فإنه يجتمع به ليوليه القضاء ويخلع عليه خلعة صوف ويُعطيه بغلة لركوبه. وأحيانًا يطلب السلطان أحد القضاة من خارج مصر، بواسطة البريد، وذلك لتقليد قضاء القضاة في مصر. وهكذا كان ينقل قاضي قضاة أحد المذاهب من دمشق إلى مصر، وكذلك من مصر إلى دمشق وغيرها، ليتولّى قضاء مذهبه. وعندما يخرج قاضي القضاة من دمشق إلى مصر لتولّي القضاء، يخرج القضاة والأعيان لتوديعه، وأحيانًا يُرسل عائلته قبل رحيله لتسبقه في قافلة من الجِمال. وعند وصوله إلى مصر يتوجه إلى السلطان ليُسلِّم عليه، ثم يمشي إلى دار الحديث ثم إلى المدرسة الركنيَّة حيث يُسلِّم الناس عليه.
وفي دمشق، كان التقليد يتم عند وصول البريد من مصر، ومعه كتاب السلطان بالتقليد والخِلعة في قضاء قضاة مُعيَّن، أو بتجديد توقيع قاضي القضاة. وكان التقليد يتم في الجامع الأموي، حيث يجلس قاضي القضاة في محراب المقصورة، بعد أن يلبس الخِلعة، علمًا أنَّ هناك مقصورة لكل قاضي قضاة من المذاهب الأربعة. ثمَّ يقرأ كتاب التقليد بحضور القضاة والأعيان، ويجلس القارئ، ويكون أحد الشيوخ المُحدثين عادةً، على السدَّة تجاه المحراب. وبعد ذلك يسير قاضي القضاة في موكب حافل إلى دار السعادة ليُسلِّم على نائب السلطنة. وفي اليوم التالي، يُباشر قاضي القضاة عمله حيث يحكم في المدرسة النوريَّة، أو الجوزيَّة، أو العادليَّة، وغيرها. وهناك يتلقى السلام والتهنئة من الناس الذين يتوافدون عليه.

## مهام قاضي القضاة
بعد تقليد قاضي القضاة، تكثر المهام المُلقاة على عاتقه، فبالرغم من أنَّ مهمته الأساسيَّة تتعلَّق بالقضاء والقضاة، إلّا أنَّ الظروف الاجتماعيَّة أدَّت إلى زيادة أعبائه فكثرت مهامه غير القضائيَّة. وبذلك يمكن تقسيم مهام القاضي إلى نوعين: قضائيَّة وغير قضائيَّة.

### المهام القضائيَّة
تتحدد المهام القضائيَّة التي يضطلع بها قاضي القضاة في تعيين القضاة وعزلهم ومحاكمة الوزراء والأشخاص الذين يهددون الحكم، وتسطير كتاب بيعة وخلع الخلفاء، وعقد خطبة وزواج الخلفاء والأمراء، وأحيانًا الحِسبة والنظر في المظالم، فضلًا عن الفتيا.

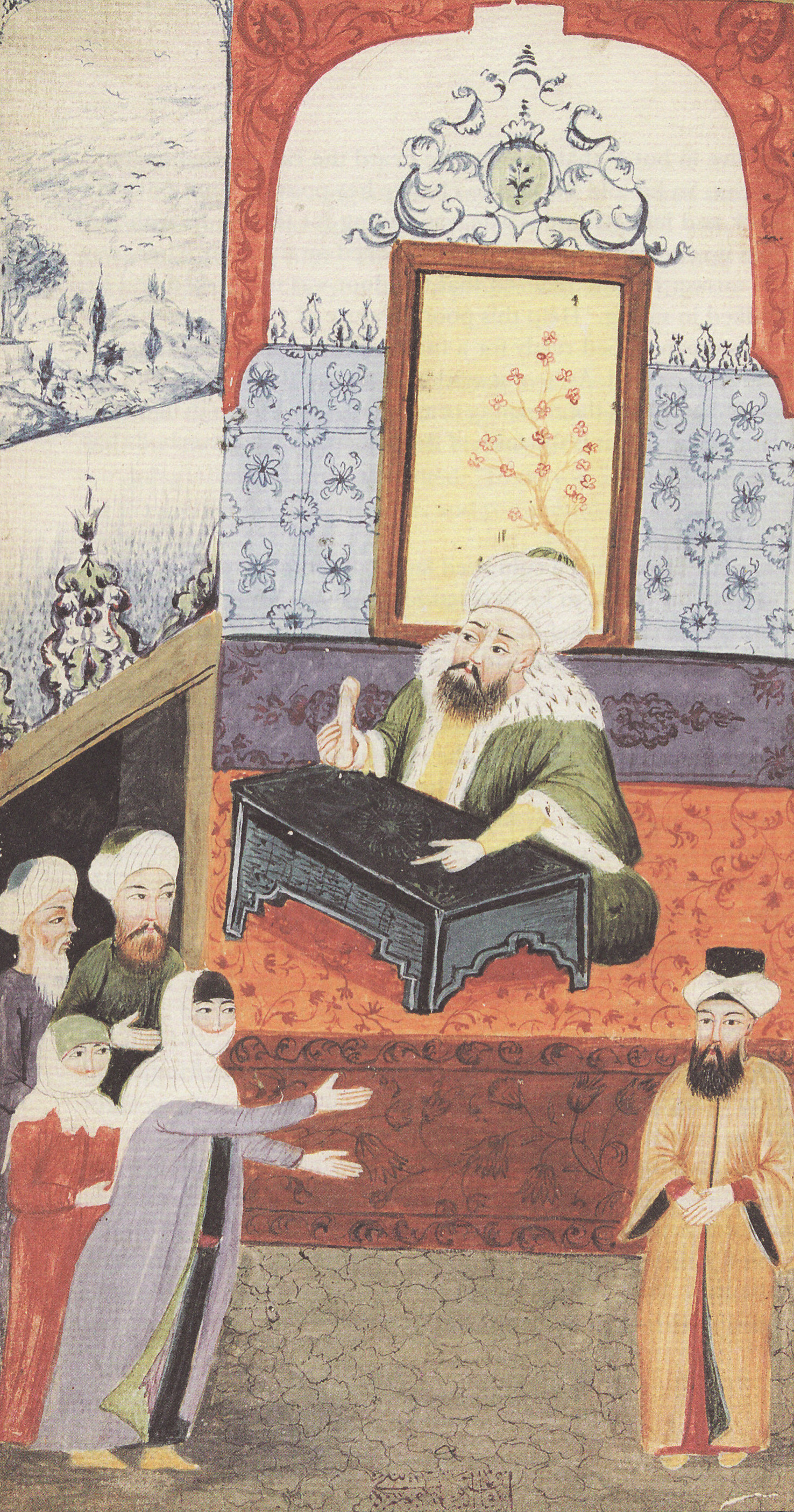
قاضٍ عثماني يفتي لزوجة حضرت إليه لتتظلَّم من زوجها.

- تعيين وعزل القضاة: الخليفة هو الذي يُعيّن قاضي القضاة، الذي يُعتبر بمثابة قاضي الدولة كلها، ومن سواه من القضاة في الأقاليم والأمصار نوَّاب عنه، لذلك كانت سلطة قاضي القضاة تسمح له بتعيين القضاة في مُختلف المناطق، وعزلهم عند الضرورة.[44] وكان الإمام أبو يوسف أوَّل قاضي قضاة يُرشّح القضاة للتعيين زمن هارون الرشيد.[68] ثمَّ عهد المأمون إلى قاضي قضاته يحيى بن أكثم بامتحان القضاة المراد توليتهم من وجوه الفقهاء وأهل العلم في بغداد،[69][70] وقد امتحن أحد المُرشحين للقضاء فقال له: «ما تقول في رجلين زوَّج كل واحد منهما الآخر أمَّه فوُلِدَ لكل واحدٍ من امرأته ولد، ما قرابة ما بين الولدين؟» فلم يعرفها. فقال له يحيى بن أكثم: «كُل واحد من الولدين عمُّ الآخر لأمّه».[70] وأحيانًا كان أحد المُقرَّبين من الخليفة يتمتع بنفوذٍ كبير يسمح له باختيار القضاة، فكان محمد بن عمران الضبي يقوم باختيار القضاة للخليفة المعتز بالله، فيُقدّم أسماء القضاة للخليفة، فيأمر بتقليدهم القضاء، لذلك كان يجتمع إليه القضاة والفقهاء لمكانته ونفوذه في تعيين القضاة.[71]
- محاكمة الوزراء والأشخاص الذين يهددون الخِلافة والدين: كان قاضي القضاة يُشارك في محاكمة الوزراء إذا كانت التهمة تدبير مؤامرة ضد الدولة، وفي محاكمة الأشخاص الذين يدعون الألوهيَّة أو النبوَّة، وكذلك الذين يتعرضون للنبي محمد وسائر الأنبياء والرُسل والصحابة وأهل البيت بالسبِّ والشتم، وكل من يهدف إلى إفساد العقيدة الإسلاميَّة. ففي بغداد، وفي عهد الخليفة المعتصم بالله حوكم الأفشين(2) بتهمة الزندقة سنة 226هـ الموافقة لسنة 840م،[72] وذلك بحضور قاضي القضاة أحمد بن أبي دؤاد، وقد حُكم عليه بالصلب بباب العامَّة.[73] كذلك حُكم على آخرين بالإعدام بعد أن أمعنوا الاستهزاء بالنبي محمد وبالمعتقدات الإسلاميَّة، مثل داود بن سالم البعلبكي النصراني،[74] وعلى آخرين بعد أن أصرّوا على شتم الصحابة مثل محمود بن إبراهيم الشيرازي.[63] وبإمكان قاضي القضاة في مدينة ما عزل نائب السلطنة إذا ما أمعن في الظلم وسوء السيرة وأخذ الأموال بغير حق.[75]
- عقد بيعة وخلع الخلفاء: كانت توكل إلى قاضي القضاة مهمَّة إحضار الشهود، ليكتب بنفسه كتاب خلع أحد الخلفاء ومُبايعة آخر.[76] وقد عمل قاضي القضاة أحمد بن أبي دؤاد في عقد البيعة للخليفة المتوكل على الله بعد وفاة الواثق.[77] كما دخل قاضي القضاة أبو محمد عبيد الله بن أحمد بن معروف ومعه أربعة من الشهود، وشهدوا على المطيع لله بأنَّه قد خلع نفسه، وقرأوا عليه رقعة الخلع، ثمَّ دخلوا على ولده الأمير أبي بكر عبد الكريم وبايعوه بالخلافة، وأخيرًا جلسوا في مجلس قريب من مجلسه ووقعوا بالشهادة في كتاب الخلع.[78] وكان قاضي القضاة يُشرف بنفسه على غسل الخليفة بعد موته،[77] ففي بغداد، أشرف قاضي القضاة أحمد بن أبي دؤاد على غسل الخليفة العبَّاسي الواثق بالله، وفي القاهرة أشرف قاضي القضاة محمد بن النعمان على غسل الخليفة الفاطمي العزيز بالله.[79]
- عقد خِطبة وزواج الخلفاء والأمراء: إذا كان القضاة يقومون بعقد الخِطبة والزواج، فقد كان يُستعان بقاضي القضاة لمثل هذا الأمر فيما يختص بأبناء الخلفاء والأمراء. فقاضي القضاة الإمام أبو يوسف حضر زواج إبراهيم بن عبد الملك بن صالح من الغالية ابنة هارون الرشيد على مَهر قدره ألفيّ درهم.[80] وسنة 448هـ الموافقة لسنة 1056م، حضر قاضي قضاة بغداد أبو عبد الله محمد بن علي الدامغاني عقد زواج الخليفة القائم بأمر الله من خديجة بنت أخي السلطان السلجوقي طغرل بك، على صداق مائة ألف دينار.[81] وفي القاهرة عقد قاضي القضاة محمد بن النعمان، زواج ولده عبد العزيز سنة 375هـ الموافقة لسنة 985م من ابنة القائد جوهر الصقلي، على صداق قدره ثلاثة آلاف دينار.[82]
- الحِسبة: وأحيانًا تولَّى قاضي القضاة وظيفة الحِسبة، التي يتولَّاها عادةً المُحتسب.[83] ففي بغداد، كان جمال الدين بن عبد الحي بن إدريس الحنبلي قاضي قضاة الحنابلة ومُحتسب بغداد.[63] وفي مصر، تولَّى قاضي قضاة الشافعيَّة تاج الدين عبد الوهاب بن بنت الأعز الحِسبة أيضًا.[84]
- النظر في المظالم: كذلك كان يُضاف إلى مهام قاضي القضاة، النظر في المظالم،[85][86] رغم أنَّ الناظر في المظالم ينظر في كل حكم يعجز عنه القاضي والمُحتسب، وهو بذلك أقوى منهما يدًا. وقد جمَعَ قاضي القضاة أبي القاسم عبد العزيز بن محمد بن النعمان، بين القضاء والنظر في المظالم،[87] زمن الحاكم بأمر الله، وقد تصلَّب في الأحكام، وتشدد على من عانده من رؤساء الدولة.
- الفتيا: كان قاضي القضاة يفتي في الأمور التي تهم المصلحة العامَّة، فقد استفتى قاضي قضاة الشافعيَّة بدمشق تقي الدين السبكي، في قتل الكلاب الشاردة خوفًا من نقلها لداء الكَلَب وغيره من الأمراض القاتلة مثل الجَرب، فكتب جماعة من أهل المدينة في ذلك، فرَسَم بإخراجها -أي الكلاب - في يوم الجمعة 25 ذي الحجَّة سنة 745هـ الموافقة لسنة 1345م إلى الخندق ظاهر باب الصغير وإتلاف جيفتها لئلّا تنتن الناس بريحها.[88]

### المهام غير القضائيَّة
كان قاضي القضاة مُقرَّبًا من الخلفاء، لذلك التجأ إليه أصحاب الحاجات ليتوسَّط لهم عند الخليفة أو الوزير، مما يدل على المكانة التي وصل إليها والتي جعلته يُرافق موكب الحج، فكثرت المهام غير القضائيَّة التي كانت توكل إليه، مثل التدريس والخِطابة والنظر في الجوامع ووِكالة بيت المال ومشيخة الشيوخ، حتى وصل به الأمر أحيانًا إلى تقلّد الوزارة.
- التوسط عند الخليفة أو الوزير: كان قاضي القضاة يتقلَّد أعلى منصب قضائي، مما جعله مُقرَّبًا من الخليفة وذوي السُلطة والنفوذ، وهذا ما دفع بأصحاب الحاجات للالتجاء إليه عساه يتوسَّط لهم في بعض الحاجات، أو إنقاذ محكومٍ من السجن والإعدام. وقد ذاعت شهرة قاضي القضاة المعتزلي أحمد بن أبي دؤاد في إنقاذ المحكومين من السجن والقتل، فأنقذ أبي دلق القاسم بن عيسى العجلي من القتل على يد الأفشين،[89] وشفع عند الخليفة المعتصم بالله الذي قبض على أموال وضياع خالد بن يزيد وأراد معاقبته وتعذيبه فأنقذه منه،[90] كما شفع عند الخليفة الواثق في رجل من اليمامة،[91] وفي بعض العمَّال والكتَّاب الذين سجنهم الوزير محمد بن عبد الملك فأنقذهم من السجن.[92]
- مُرافقة موكب الحج: كانت تولى أحيانًا إلى قاضي القضاة، إمارة الحج، ففي سنة 412هـ الموافقة لسنة 1021م، تولَّى قاضي القضاة أبو محمد الناصحي إمارة الحج وسار الناس بصحبته.[93]
- التدريس والخِطابة والنظر في الجوامع ومشيخة الشيوخ: تكثر المهام الأخرى التي كانت توكل إلى قاضي القضاة، وأهمها التدريس والخِطابة والنظر في الجوامع ومشيخة الشيوخ.[84] ففي بغداد درَّس قاضي القضاة قطب الدين «الأحوس» بالمدرسة المستنصريَّة وغيرها من مدارس بغداد. وعندما يقوم قاضي القضاة بالتدريس، يحضر عنده القضاة والأمراء والأعيان والفضلاء.[94]
- دار الضرب والأسوار ووِكالة بيت المال: أحيانًا كان يوكل إلى قاضي القضاة أمر دار الضرب والأسوار أو وِكالة بيت المال. ففي دمشق، فُوِّض إلى قاضي القضاة كمال الدين الشهرزوري النظر في الجامع ودار الضرب والأسوار. وتولَّى قاضي القضاة تقي الدين محمد الشافعي وكذلك شهاب الدين الشافعي التدريس ووِكالة بيت المال.[95]
- الجهاد في سبيل الله: رغم أنَّ الخليفة هو الذي يدعو للجهاد في سبيل الله، فقد كان قاضي القضاة يُساعد في هذا الأمر عن طريق الخِطبة في الجوامع حيث يدعو الناس للجهاد. فعندما جاء الخبر إلى دمشق بأنَّ مراكب العدو تقترب من ساحل بيروت سنة 767هـ الموافقة لسنة 1365م، خطب قاضي القضاة تاج الدين الشافعي بالناس يوم الجمعة كعادته، وحرَّض الناس على الجهاد، وألبس جماعة من غلمانه اللأمة والخِوَذ، وعزم المسير مع الناس.[96] ولم يكتفِ قاضي القضاة بذلك، بل كان أحيانًا يُشارك بنفسه في الجهاد في سبيل الله، كما فعل قاضي القضاة حسام الدين الرَّازي الحنفي عندما اشترك مع السلطان المملوكي في القتال ضد التتر في وادي الخزندار عند وادي سلميَّة بالقرب من حمص سنة 698هـ الموافقة لسنة 1298م.[97]
- مُلازمة الخليفة: هذه المهام جعلت قاضي القضاة مُقرَّبًا جدًّا من الخلفاء، فيُسمَّى أحيانًا «قاضي الخليفة»، ويستعين به الخليفة في الأمور الخاصَّة به، فيخرج معه في أسفاره. كما كان الخليفة يصطحب معه قاضي القضاة أثناء المواكب. وهكذا كان قاضي القضاة الإمام أبو يوسف يُلازم هارون الرشيد في تجواله،[98] وقاضي القضاة علي بن ظبيان يخرج مع الرشيد أيضًا في أسفاره، فكان معه في خراسان عندما توفي سنة 192هـ الموافقة لسنة 807م.[99] وبلغ من درجة تقرّب بعض قضاة القضاة أنّه عند وفاة أحدهم كان السلطان أو الخليفة أحيانًا، ونائب السلطنة والقضاة والأعيان يصلون عليه ويسيرون في جنازته. وهذا كله يدل على المكانة التي توصَّل إليها قاضي القضاة لدى الخلفاء سواء في بغداد أو مصر أو دمشق، هذه المكانة التي جعلت الخليفة الراضي يحزن حزنًا شديدًا على وفاة قاضي قضاته أبي الحسين عمر ويبكي عليه،[100] حتى مات بعده بفترة قصيرة. كما جعلت الحاكم بأمر الله الفاطمي يقف على دفن قاضي قضاته محمد بن النعمان في القاهرة سنة 389هـ الموافقة لسنة 999م.[101]

## خصائص ومميزات قاضي القضاة
عند قيام قاضي القضاة بمهامه القضائيَّة وغير القضائيَّة، كان يتقيَّد بمذهب مُعيَّن في القضاء، وبِزيّ خاص به، كما كان يتقاضى أجرًا على عمله، وأحيانًا يرفض الأجر، مع الإشارة إلى تقلّد بعض أفراد العائلة الواحدة لهذا المنصب. ومع ذلك كلّه كان قاضي القضاة يتعرَّض للمُحاكمة والسجن والعزل من منصبه لأسباب مختلفة، ومن الجدير بالذِكر أنَّ البعض رفض تقلّد هذا المنصب، كما أنَّ البعض الآخر كان يتنافس على هذا المنصب مما يؤدي إلى وقوع الخِلاف بينهم، وخاصَّةً عندما أصبح لكل مذهب من المذاهب الأربعة قاضي قضاة.

### الزيّ الخاص بقاضي القضاة

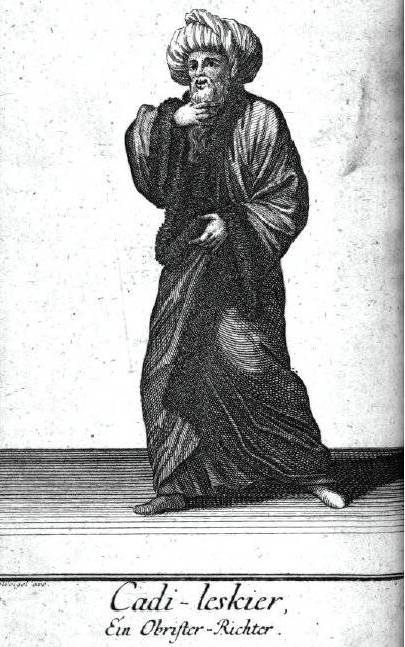
زي قاضي القضاة (قاضي العسكر) في الدولة العثمانيَّة.

السَّواد هو شِعار العبَّاسيين الرسمي، ولِباس الخلفاء كان قلنسوة محددة وقباء أسود وتاج مُرصَّع بالجواهر. وكان الخليفة يلبس طوقًا وسِوارين من الذهب المنظوم بالجواهر. وكان لِباس الوزراء يتألَّف من الدراعة والقميص والمبطنة والخف وعمامة سوداء. كما كان الكتَّاب والعلماء يرتدون الدرايع والطيلسان والعمامة التي يختلف حجمها باختلاف السن والمكانة. أمَّا القضاة فلم يكن لهم زي مخصوص، وعندما تقلَّد أبو يوسف منصب قاضي القضاة زمن الخليفة هارون الرشيد، ميَّز القضاة بلِباس خاص يُعرفون به. وأصبح القاضي يعتمّ بعمامة سوداء على قلنسوة طويلة. وكان قاضي القضاة يلبس السواد على هيئة عمَّال بني العبَّاس في المناسبات الرسميَّة، وخاصَّةً في احتفال يوم الجمعة حين ينوب عن الخليفة في ذلك.
وكان قاضي قضاة بغداد يضع القلنسوة(3) فوق رأسه، ويُلقي الطيلسان(3) على كتفه، ويُفضّل احتذاء النعال الهنديَّة. وعندما يكون الطقس حارًا يحمل قاضي القضاة مروحة بيده، وإذا وجد نفسه بعيدًا عن أعين الخليفة والأمراء أو في منزله فإنَّه يضع قلنسوته جانبًا بسبب الحر. وفي مصر كان قاضي القضاة يضع على رأسه طرحة. وكانت الطرحة(3) لِباس القضاة الخاص، بل شِعار قاضي القضاة، وكان لا يحملها إلّا قاضي القضاة الشافعي. وفي سنة 663هـ الموافقة لسنة 1265م من أيَّام حكم الظاهر بيبرس، تلقَّى القضاة الثلاثة الآخرون: الحنفي والمالكي والحنبلي، السماح لهم باتخاذ الطرحة. وكان قاضي قضاة دمشق يلبس الطرحة والبركان والفوقانيَّة.(3) وكان قاضي القضاة يركب البغال النفيسة، ويجعل حول السرج فرجيَّة من جوخ. وكان قاضي القضاة في الدولة الفاطميَّة يُقدَّم له من اصطبلات الخليفة بغلة شهباء يركبها دائمًا، وهو مختص بهذا اللون من البغال دون أرباب الدولة. وزمن المماليك، كان السلطان يخلع على قاضي القضاة، خلعة صوف ويعطيه بغلة لركوبه يصل ثمنها أحيانًا إلى ثلاثة آلاف درهم. وبعد الفتح العثماني للشام ومصر سنة 922-923هـ/1516-1517م، تغيَّرت ملابس قاضي القضاة والقضاة أيضًا.

### رواتب قاضي القضاة
جعل العبَّاسيّون لقاضي القضاة منصبًا رفيعًا مُستقلًّا، ويتقاضى راتبًا شهريًّا مثل سائر القضاة. فكان قاضي مصر يأخذ ثلاثين دينارًا كل شهر سنة 155هـ الموافقة لسنة 772م، ثمَّ رفعه الخليفة المأمون إلى مائة وستين دينارًا كل شهر سنة 198هـ الموافقة لسنة 813م. وقد أدخل قاضي القضاة أبو العبَّاس عبد الله ابن أبي الشوارب نظام الالتزام في القضاء حين تقلَّد قضاء بغداد مقابل دفع مائتيّ ألف درهم كل سنة إلى خزانة الأمير معز الدولة سنة 350هـ الموافقة لسنة 961م. وبالمُقابل كان يوجد قاضي قضاة يرفض تناول أجر لقاء منصبه، فعندما تقلَّد قضاء القضاة ببغداد محمد بن صالح الهاشمي سنة 363هـ الموافقة لسنة 973م، اشترط عند تولّي منصبه ألّا ينل على القضاء أجرًا. وأحيانًا، عندما يترك قاضي القضاة منصبه بسبب عجزه وكِبَر سنّه، يُرتَّب له معاش شهري. فعندما ترك بدر الدين بن جماعة قضاء قضاة الشافعيَّة في مصر سنة 727هـ الموافقة لسنة 1326م بسبب كِبَر سنّه، جبروا خاطره عندما رُتِّب له ألف درهم وعشرة أرادب قمح في الشهر.

### تقلّد بعض أفراد العائلة الواحدة لمنصب قاضي القضاة
يبدو من مراجعة الأسماء التي تقلَّدت منصب قاضي القضاة، تعاقب الآباء والأبناء والإخوة على هذا المنصب في بعض العائلات، وكأنَّ مهنة قاضي القضاة تورَث. ومن العائلات الكُبرى التي كان منصب قاضي القضاة من نصيب معظم أفرادها: عائلة محمد بن عبد الملك بن أبي الشوارب الأموي، وعائلة إسماعيل بن حماد الأزدي، وعائلة النعمان... فقد تقلَّد الكثيرون من عائلة محمد بن عبد الملك بن أبي الشوارب الأموي، منصب قاضي القضاة. فالحسن بن محمد بن عبد الملك بن أبي الشوارب الأموي، تقلَّد منصب قاضي القضاة في سامرَّاء زمن الخليفتين المعتز بالله والمهتدي بالله. وعندما توفي الحسن بن محمد سنة 261هـ الموافقة لسنة 874م، أرسل الخليفة المعتمد على الله وزيره عبيد الله بن يحيى بن خاقان إلى علي بن محمد، فعزَّاه بأخيه وهنّأه بتوليه القضاء، وكأنَّه ورث القضاء عن أخيه حتى أصبح علي بن محمد قاضي القضاة سنة 283هـ الموافقة لسنة 896م، وهي السنة التي توفي فيها.

### تقلّد بعض العميان لمنصب قاضي القضاة
من الظواهر النادرة، تقلّد بعض العميان قضاء القضاة أو بالأحرى إصابة بعض قضاة القضاة بالعمى واستمرارهم في منصبهم. ففي دمشق، تولّى ابن أبي عصرون قضاء قضاة دمشق سنة 583هـ الموافقة لسنة 1187م، وكان قد عمي قبل موته بعشر سنين، وقد جمع جزءًا في قضاء الأعمى وأنه جائز، وهو خِلاف المذهب الشافعي، مذهب قاضي القضاة زمن الدولة الأيوبيَّة. وذلك عكس ما أشار إليه الماوردي من أنَّ «سلامة السمع والبصر» هي من أهمّ الشروط لتقلّد القضاء.

### رفض البعض تقلّد منصب قاضي القضاة
إذا كان البعض قضى عمره يُحاول الوصول إلى منصب قاضي القضاة الذي كان قِبلة أنظار معظم القضاة، فإنَّ البعض الآخر، اعتذر عن قبول هذا المنصب لما فيه من مسؤوليَّة إحقاق العدل، خاصَّةً بعد أن ورد في تقلّد القضاء من الحديث ما يزهد فيه ويوجب الفِرار منه. فقد رُوي عن النبي محمد أنه قال: «من وُلِّيَ القضاء فقد ذُبح بغير سكين»، وعنه: « ما من حكمٍ يحكمُ بين الناس إلّا حُبس يوم القيامة وملكٌ آخذ بقفاه حتى يقفه على جهنم، ثم يُرفع رأسه إلى الله عز وجل، فإن قال: "ألقه"، ألقاه في مهوى فهوى أربعين خريفًا». وعن ابن عمر قال: «سمعت رسول الله ﷺ يقول: "مَنْ كَانَ قَاضِيًا فَقَضَى بِجَوْرٍ كَانَ مِنْ أَهْلِ النَّارِ، وَمَنْ كَانَ قَاضِيًا فَقَضَى بِجَهْلٍ كَانَ مِنْ أَهْلِ النَّارِ، وَمَنْ كَانَ قَاضِيًا عَالِمًا فَقَضَى بِحَقٍّ، أَوْ بِعَدْلٍ سَأَلَ أَنْ يَنْفَلِتَ كَفَافًا"». وهذا ما جعل الفقهاء والعلماء لا ينظرون بعين الرضا إلى منصب القاضي أو قاضي القضاة. وقد اختلف المسلمون في قبول القضاء فرفضه بعضهم رفضًا قاطعًا، وتقبَّله البعض الآخر إذا كان من يتقلَّده يَصلح لذلك الأمر. وكان الصوفيَّة يسمّون القضاة «علماء الدنيا» ويُرددون: «إنَّ العُلماء يُحشرون في زُمرة الأنبياء، والقُضاة يُحشرون في زُمرة السلاطين». ومن أبرز اللذين رفضوا منصب القاضي أو قاضي القضاة: الإمام أبو حنيفة النعمان وجعفر بن محمد التنّوخي وأبو الفضل الهمذاني والعلّامة برهان الدين أبو إسحق إبراهيم الفزاري.

### الخِلاف بين قضاة القضاة
بتعيين قاضي قضاة لكل مذهب من مذاهب أهل السنَّة الأربعة سواء في مصر أو في دمشق، كان يتوجَّب على قاضي قضاة مذهب مُعيَّن أن لا يتدخل في قضايا وأمور قاضي قضاة من مذهب آخر، ومع ذلك كان الخِلاف يقع بين قضاة القضاة أنفسهم في أمور تتعلَّق بالوقف والهدم. ومثل هذا الخِلاف كان يقع أحيانًا بين قاضي قضاة الحنابلة من جهة وقضاة القضاة الحنفيَّة والشافعيَّة والمالكيَّة من جهة ثانية، أو بين قاضي قضاة الشافعيَّة من جهة وقضاة القضاة الثلاثة الآخرين من جهة ثانية. فيضطر نائب السلطنة لعقد مجلس بهذا الخصوص في دار السعادة بدمشق للتوسّط والصلح بينهم، كما يضطر أحيانًا السلطان لإصدار مرسوم يوفّق بين قضاة القضاة. كما كان الخِلاف يقع أيضًا بين قاضي القضاة والفقهاء، فعندما نَقَمَ قاضي القضاة تقي الدين السبكي الشافعي على الشيخ شمس الدين ابن قيم الجوزيَّة بسبب إكثاره من الفتيا بمسألة الطلاق، تدخل الأمير سيف الدين بن فضل العرب، وأقام الصلح بينهما في بستان قاضي القضاة.

### مُحاكمة قاضي القضاة وسجنه وعزله ونفيه
كانت الحظوة والتقرّب من الوزراء والخلفاء خطوة كبيرة في تقلّد القضاء والوصول إلى أعلى منصب وهو قاضي القضاة. ولكن تقلّد هذا المنصب لا يعني أنَّ قاضي القضاة أصبح حاكمًا بأمره، لا يطاله أحد، فهو في النهاية مثل أي موظف يُعينه الحاكم عندما يكون راضيًا عنه، ويعزله عندما يغضب منه، ذلك أنَّ قاضي القضاة بحكم منصبه، يكون على قرب دائم من الخليفة أو الوزير، والحكم في العصر العبَّاسي لم يكن دائمًا مُستقرًّا، فالمؤامرات والصراع على النفوذ كان دائمًا يُهدد رجال الحكم، فإذا ما تخلّى الخليفة عن السلطة سارع خليفته إلى عزل الوزير وتعيين وزير له، وبالتالي يتأثّر أحيانًا وضع قاضي القضاة الذي يؤيّد هذا الوزير أو ذاك. وفي ظل الصراع بين الوزراء على الحكم كان موقف قاضي القضاة حرجًا وهو يُدرك أنَّ نقمة الوزير تؤدي إلى نقمة الخليفة عليه، وبالتالي الوصول إلى ما لا تُحمد عقباه. وعندما يتقلَّد أحدهم منصب قاضي القضاة يُصبح قريبًا من الخليفة وهنا عليه أن يكون دقيقًا جدًا في مواقفه وآرائه، لأنَّ غضب الخليفة أقسى وأشد مرارة من غضب الوزير. ومن القصص المأسويَّة التي انتهى بها قاضي قضاة: قصَّة قاضي القضاة أحمد بن أبي دؤاد الذي أصرَّ على مبايعة المتوكل على الله بعد وفاة الخليفة الواثق بالله، وألبسه الطويلة وعممه بيده. وكان جزاؤه منه أنه عزله المتوكل وصادر ضياعه وضياع أولاده. وكذلك قصَّة قاضي القضاة الفاطمي الحسين بن علي النعمان الذي عزله الحاكم بأمر الله ثمَّ قتله وأحرق جثته.
وقد تؤدي العداوة والبغضاء بين قاضي القضاة وأحد الأمراء أو النافذين إلى إهانة أو محاكمة قاضي القضاة، وعزله وحتى سجنه. ففي دمشق أدَّت العداوة إلى أن يأمر المُعظَّم عيسى قاضي قضاة دمشق زكي الدين الطاهر بن محمد، بأن يلبس قباء أحمر وكلوته صفراء من ملابسه ليحكم بين الناس، مما أغاظه وأدّى إلى موته سنة 617هـ الموافقة لسنة 1220م. ويصل الأمر أحيانًا، إلى محاكمة قاضي القضاة نفسه إذا ما وقف نائب السلطنة ضدّه. وكانت المحاكمة تدور بدار السعادة في دمشق، حيث يعقد نائب السلطنة مجلسًا حافلًا بالقضاة وأعيان المفتيين من سائر المذاهب. وكذلك كان قاضي القضاة يدفع ثمن الصراع بين السلطان والأمراء، ففي سنة 759هـ الموافقة لسنة 1358م، عزل صرغمتش، أتابك أمراء مصر، قضاة القضاة الثلاثة بدمشق وهم الشافعي والحنفي والمالكي وولّى قضاة جدد مكان السابقين. ولكن سرعان ما اعتُقل صرغمتش فرَسم السلطان بإعادة الذين عزلوا إلى مناصبهم. وأحيانًا، لا ينتظر قاضي القضاة أن يعزله أحد عن القضاء، فيُبادر هو لعزل نفسه عندما يشعر بالتعب من هذا المنصب. وبالإضافة إلى المحاكمة والسجن والعزل، يتعرَّض قاضي القضاة أحيانًا للنفي. ففي يوم الثلاثاء 12 شعبان سنة 760هـ، حمل البريد المرسوم الشريف بنفي قاضي القضاة بهاء الدين أبي البقاء الشافعي من دمشق إلى طرابلس بلا وظيفة، فشق عليه وعلى أهله، وتغمم له كثيرٌ من الناس. حتّى أنَّ بعض قضاة القضاة لم ينجُ من تسلّط النساء على الحكم ومن ثمَّ تدخلهنَّ في أمور القضاء.

## زوال منصب قاضي القضاة

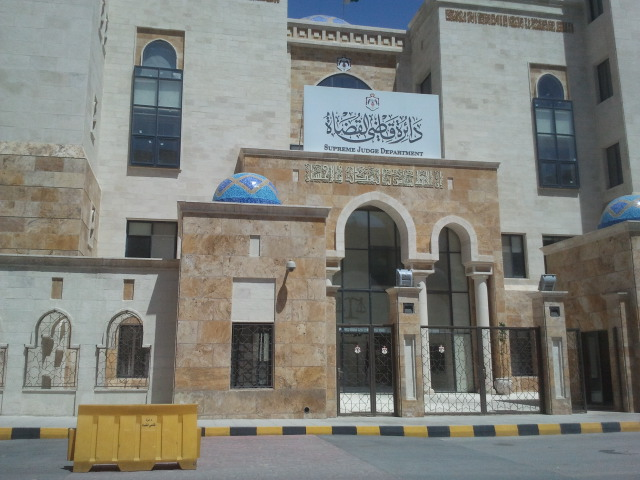
دائرة قاضي القضاة في عمَّان بالأردن.

استمرَّ منصب قاضي القضاة قائمًا منذ أوائل العصر العبَّاسي، وعرف عصره الذهبي في النصف الثاني من القرن الثامن حتى النصف الأوَّل من القرن العاشر الميلادي. لكن هذا العصر لم يدم طويلًا، فبدأ منصب قاضي القضاة في الانحدار تدريجيًّا نتيجة ضعف الدولة العبَّاسيَّة وقيام الإمارات والدويلات المُستقلَّة في كنفها. ولم يحصل تطوّر يُذكر حتى زمن المماليك، عندما أوجد الظاهر بيبرس قاضي قضاة لكل مذهب من المذاهب الأربعة عند أهل السنَّة والجماعة، سواء في القاهرة أو في دمشق. بالرغم من ذلك، لم يسترجع قاضي القضاة الهالة والسلطة التي كانت له في العصر الذهبي للتشريع والقضاء. وفي أواخر العصر العثماني أدخل السلطان محمود الثاني ومن بعده ابنه السلطان عبد المجيد الأوَّل الكثير من النظم الأوروبيَّة إلى النظام القضائي في محاولة لتحديث النظم والأجهزة الإداريَّة للدولة، مع بقاء الشريعة الإسلاميَّة أساس القانون العثماني. وكانت الضربة القاضية من الاستعمار الأوروبي للوطن العربي بعد انهيار الدولة العثمانية. فقد حمل الأوروبيّون معهم القوانين الأجنبيَّة وأنشأوا محاكم جديدة زاحمت المحاكم الشرعيَّة لتسلبها الصلاحيَّات الرئيسيَّة، كما لعب المهاجرون إلى أوروبا دورًا في نقل الأفكار الجديدة إلى داخل أوطانهم، فاقتصر دور المحاكم الشرعيَّة على الأحوال الشخصيَّة من خِطبة وزواج وطلاق ونفقة وحِضانة وحجر ووقف... فتحوَّلت إلى محاكم الأحوال الشخصيَّة التي تفصل في القضايا العائليَّة، بعد أن كانت تفصل في كل القضايا. كما اتجهت تركيَّا، وريثة الدولة العثمانيَّة إلى تبني النظام العلماني، فكان من الطبيعي أن تتحوَّل محاكمها إلى النظم الأوروبيَّة، وتلقى محاكمها الشرعيَّة نفس مصير محاكم العرب. وورِثت البلاد العربيَّة المنسلخة عن الدولة العثمانيَّة هذا الواقع الجديد، فتطوّرت مؤسسة قاضي القضاة إلى مؤسسة مشيخة الإسلام. وأصبحت المحاكم الشرعيَّة برئاسة المفتي، وعلى المذهب الحنفي في معظم الدول العربيَّة، في حين اقتصر المذهب الجعفري على الشيعة في لبنان والعراق وإيران، والزيدي على الزيديَّة في اليمن. ولم يعد لمنصب قاضي القضاة من وجود،(4) فقد توزعت مهامه الصغيرة على المفتي والمحاكم التابعة له، في حين تولّى وزير العدل والمحاكم التابعة له المهام الرئيسيَّة والأساسيَّة التي كان يضطلع بها قاضي القضاة، والتي كانت أساس السلطة القضائيَّة في الإسلام.

## أبرز من حمل المنصب
- أبو يوسف يعقوب بن إبراهيم الأنصاري (ت 182 هـ). يعتبر أبو يوسف أول من تقلد منصب قاضي القضاة في الإسلام، وذلك بسبب حظوته لدى الخليفة هارون الرشيد (ت 193 هـ). وقد نظم القضاء فجعل مذهب أستاذه الإمام أبي حنيفة المذهب الرسمي للدولة العباسية.[137]
- عمر الأزدي (ت 328 هـ) تولى المنصب في عهد المقتدر العباسي.
- أبو السائب الهمذاني (ت 350 هـ) كان قاضي القضاة ببغداد سنة 338 هـ واستمر إلى أن توفي، ويعتبر أول من ولي المنصب من الشافعية ببغداد.
- ابن أم شيبان (ت 369 هـ) قاضي القضاة ببغداد، قيل أنه اشترط لما ولي القضاء أن لا يتناول عليه أجرا، وأن لا يقبل شفاعة.
- ابن ذكوان (ت 413 هـ) قاضي القضاة بالأندلس.
- عبد الجبار الهمذاني المعتزلي (ت 415 هـ).
- اليازوري (ت 450 هـ) أصبح قاض للقضاة سنة 442 هـ.
- أبو الحسن الماوردي (ت 450 هـ). استحدث لقب «أقضى القضاة» سنة 429 هـ، ويكون صاحبه دون منزلة قاضي القضاة وينوب عنه. وإذا كان أبو يوسف أول قاضي قضاة في الإسلام، فإن الماوردي كان أول أقضى قضاة في الإسلام.[138]
- أبو القاسم الزينبي (ت 543 هـ) عينه المسترشد العباسي.
- عماد الدين أبو صالح الكيلاني (ت 633 هـ) وهو أول قاض للقضاة من الحنابلة.
- شمس الدين بن خلكان (ت 681 هـ) حمل منصب قاضي قضاة الشافعية في دمشق.
- شيخ الإسلام ناصر الدين البيضاوي (ت 685 هـ).
- شيخ الإسلام ابن دقيق العيد (ت 702 هـ).
- علي بن مخلوف (ت 718 هـ). قاضي قضاة المالكية بمصر.
- شيخ الإسلام بدر الدين بن جماعة (ت 733 هـ).
- عز الدين بن جماعة (ت 767 هـ).
- تقي الدين الأخنائي (ت 750 هـ) قاضي قضاة المالكية بمصر.
- عضد الدين الإيجي (ت 756 هـ) أصبح قاضياً للقضاة ببلاد الشرق التي كانت تشمل الموصل، وسنجار، والجزيرة، وديار بكر، والرها.
- شيخ الإسلام تقي الدين السبكي (ت 756 هـ).
- شيخ الإسلام تاج الدين السبكي (ت 771 هـ) كان قاضي القضاة في دمشق الشام.
- سراج الدين الغزنوي (ت 773 هـ).
- محمد بن عبد الرحمن الدمشقي العثماني (ت 780 هـ أو نحو 800 هـ).
- شيخ الإسلام سراج الدين البلقيني (ت 805 هـ).
- شيخ الإسلام جلال الدين البلقيني (ت 824 هـ).
- شيخ الإسلام زكريا الأنصاري (ت 926 هـ).
- جلال الدين الدواني (ت 918 هـ أو 928 هـ) قاضي القضاة بفارس.[139]
- شهاب الدين الخفاجي (ت 1069 هـ).